# Ricard Carreras i Balado
Ricard Carreras i Balado (Castelló de la Plana, 1866 - Castelló de la Plana, 9 de febrer de 1929) fou un escriptor valencià.
Fill d'una família de propietaris rurals, estudià filosofia i lletres a Barcelona, Saragossa i Madrid, on va tenir la sort de coincidir amb Marcelino Menéndez Pelayo. Instal·lat a Castelló de la Plana, intervingué en la política local. A més de regidor i diputat provincial, fou defensor de l'agrarisme conservador, comissari reial de Fomento de la Federació Agrària i fundador de la UNEA. Fundà els setmanaris Don Cristóbal (1887) i Ayer y Hoy (1902), i dirigí els diaris El Heraldo de Castellón i La Tribuna. Fou un dels principals promotors i fundador de la Societat Castellonenca de Cultura el 1919, i el primer director del Boletín de la Sociedad Castellonense de Cultura. De les seves obres, totes en castellà, destaquen la novel·la Doña Abdulia (1904) i la monografia històrica Catí (1929). Va contreure matrimoni amb Carmen Montoya Alemany, neta del brigadier Alemany, amb qui va tenir quatre fills, Emilia, Ricardo, Manoloy Carmen.